# Dieter Leuthold

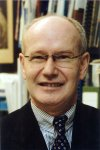
Dieter Leuthold

Dieter Leuthold (* 18. März 1942 in Berlin) ist ein deutscher Wissenschaftler auf den Gebieten der Unternehmensgeschichte, Unternehmenskommunikation und Berufsbildung.

## Leben und Wirken
Nach seinem Abitur in West-Berlin 1961 studierte Leuthold an der Universität Bonn und an der Freien Universität Berlin für das Höhere Lehramt die Fächer Geschichte, Deutsch und Sozialkunde.
1966 legte er in Berlin die 1. Wiss. Staatsprüfung ab und ging als Studienreferendar im ersten Jahr an die Hermann-Lietz-Schule Schloss Bieberstein und im zweiten Jahr an das Domgymnasium Fulda. Nach Ablegen der 2. Staatsprüfung im Jahre 1968 wurde er Studienassessor in Schloss Bieberstein und wechselte nach zwei Jahren als Studienrat an die Hans-Carossa-Oberschule in Berlin-Spandau.
1971 folgte er seiner Ernennung als Studienrat an die Fachoberschule Bremen und Beauftragter für die Bereiche Politik und Sozialkunde. 1973 wurde er zum Dozenten an der Hochschule für Wirtschaft in Bremen ernannt, 1978 wurde er Professor. 
Er gehörte 1975 zu den Unterzeichnern des Memorandums „Für eine wirksame und soziale Wirtschaftspolitik“, aus dem die Arbeitsgruppe Alternative Wirtschaftspolitik hervorging.
Von 1977 bis 1991 und erneut von 2002 bis 2006 war er stellvertretender Rektor der Hochschule für Wirtschaft bzw. seit 1982 stellvertretender Dekan des Fachbereichs Wirtschaft der neugegründeten Hochschule Bremen.
Von 1987 bis 2001 war er Gründer und Koordinator der Deutsch-Niederländisch-Flämischen Hochschulkonferenz (DNFHK) und ist seit 1993 Vorsitzender des Arbeitskreises für Management und Wirtschaftsforschung (AMW) an der Hochschule Bremen. Er moderiert die „Challenge“-Workshops des AMW – bisher 47 – und zeichnet seit 2003 Persönlichkeiten der Bremer Wirtschaft mit dem AMW-Award aus.
Seit dem Jahre 2000 leitet er das von ihm gegründete Institut für Unternehmensgeschichte (IFUG).

## Veröffentlichungen (Auswahl)
Auswahl aus circa 80 Veröffentlichungen und mehr als 180 Beiträgen für Medien:
- DeTeWe-Chronik (zus. mit Karl-Heinz Loesche) Berlin 1970
- Im Fall der Fälle. Elf Beispiele zur Rechtserziehung (zus. mit H.P.Füssel u. a.). Klett,  Stuttgart, 1985 und öfter
- Deutsche Wirtschaftsentwicklung im regionalen Vergleich (= Band 41 der Schriftenreihe des Fachbereichs Wirtschaft der Hochschule Bremen) Bremen 1989
- Ein Bremer „rettet“ den Kaiser. Die Flucht des Prinzen Wilhelm im Jahre 1848 aus Berlin, nach den Erinnerungen von August Oelrichs, Hauschild Verlag, Bremen, 1998
- Das Rote-Kreuz-Krankenhaus Bremen schreibt Geschichte (zus. mit Horst Hinderlich u. a.), Hauschild, Bremen, 1999
- Artikel Oelrichs, Oloff, Pflüger, van Ronzelen, Johann Friedrich Schröder, Scipio, Robert Stock, Vietor, Bremer Kaufleute und Unternehmer, Johann Carsten Hinrich Waltjen und Heinrich Wiegand (1855–1909), Unternehmer, für die Neue Deutsche Biographie, hrsg. von der Historischen Kommission bei der Bayerischen Akademie der Wissenschaften 1999 ff.
- Handbuch Berufliche Aus- und Weiterbildung. Leitfaden für Betriebe, Schulen, Ausbildungsstätten und Hochschulen (zus. mit B. Küppers und H. Pütz)- München, Vahlen, 2001
- 150 Jahre Stute Verkehrs-GmbH (zus. mit H.-J.Schweers) – Bremen: Hauschild 2003
- Der Typus des innovativ-inventiven Unternehmers um die Jahrhundertwende: das Beispiel des Berliner Unternehmers Robert Stock, in: Hans-Heinrich Bass (Hrsg.): Facetten volkswirtschaftlicher Forschung. Festschrift für Karl Marten Barfuß, Münster: Lit Verlag 2004, S. 39–52, 3-8258-7441-9
- 150 Jahre Carl Büttner Bremen 1856–2006 – Verden: Coels 2006
- Innovative Strategien für Finanzdienstleister (hrsg. zus. mit Joachim Prätsch), Bd. 3 Schriftenreihe IFD,  Bremen 2008
- Feodora, Materialien zu ihrem Lebensbild – Bremen: Wortart 2010 Online verfügbar (PDF; 2,8 MB)

## Auszeichnungen (Auswahl)
- 1989: Silberne Hansemedaille der Hanzehogeschool Groningen/Niederlande[2]
- 2007: „Ritter im Orden von Oranien-Nassau“ durch Königin Beatrix der Niederlande